# Ryngsmålagölarna
Ryngsmålagölarna är två små sjöar i Ydre kommun i Östergötland och ingår i Motala ströms huvudavrinningsområde.